# Desportivo Aliança
Desportivo Aliança é um clube brasileiro de futebol sediado na cidade de Barra de Santo Antônio, no estado de Alagoas. Foi fundado em 10 de março de 2012 e suas cores são amarelo, azul e branco. Suas partidas como mandante realizam-se no Estádio Municipal Tadeuzão na Barra de Santo Antônio, que possui capacidade de 300 lugares.

## História
Fundado em 2012 na cidade de Pilar, o Desportivo Aliança, o clube, cujas cores são amarelo, azul e branco, fez a sua estreia profissional na Segunda Divisão em 2013, ficando em décimo lugar.
No ano de 2020 o time foi campeão da Segunda Divisão alagoana, goleando o Sport Viçosense (atual Sport Atalaiense) por 4 a 1.
Disputou pela primeira vez a primeira divisão do Alagoano em 2021, chegando às semifinais, sendo eliminado pelo CRB e terminando a competição em 4º lugar, perdendo para o CSE.
Em 2022, terminou o estadual em 7º e chegou até a final da Copa Alagoas, perdendo para o Cruzeiro de Arapiraca. Em dezembro do mesmo ano, anunciou uma mudança de sede para a cidade de Junqueiro.
Em 2023 foi rebaixado no Campeonato Alagoano após fazer apenas 5 pontos em 7 jogos. Em Abril do mesmo ano, anunciou uma mudança de sede para a cidade da Barra de Santo Antônio.

## Títulos
| ESTADUAIS | ESTADUAIS                             | ESTADUAIS | ESTADUAIS  |
|           | Competição                            | Títulos   | Temporadas |
| --------- | ------------------------------------- | --------- | ---------- |
|           | Campeonato Alagoano - Segunda Divisão | 1         | 2020       |

## Desempenho

### Campeonato Alagoano – 1ª Divisão
| Ano  | Posição        |
| 2021 | 4º             |
| 2022 | 7º             |
| 2023 | 8º (rebaixado) |

### Campeonato Alagoano - 2ª Divisão
| Ano  | Posição             |
| 2013 | 10º (Vice-Lanterna) |
| 2014 | 4º                  |
| 2017 | 7º                  |
| 2020 | 1º (Campeão)        |

### Copa Alagoas
| Ano  | Posição      |
| 2021 | 4º           |
| 2022 | Vice-campeão |